# Pop Life (album)
Pop Life – trzecia solowa płyta francuskiego DJ-a Davida Guetty wydana 18 czerwca 2007 roku, nakładem Virgin, Perfecto i Ultra Records.
Pierwszym singlem promującym album jest kompozycja „Love Is Gone”, która stała się hitem w Top 10 na UK Singles Chart i utrzymywała się na 9. pozycji. Była grana we wszystkich klubach tanecznych. Drugi singel to „Baby When the Light” w którym swego głosu użycza Cozi Costi. Trzecim singlem została piosenka „Delirious” w której udziela się Tara McDonald. Dwa ostatnie to: „Tomorrow Can Wait” i „Everytime We Touch”.

## Lista utworów
1. „Baby When the Light” (gośc. Cozi) – 3:27
2. „Love Is Gone” Original Mix (oraz Chris Willis) – 3:06
3. „Everytime We Touch” (oraz Chris Willis, Steve Angello i Sebastian Ingrosso) – 3:40
4. „Delirious” (gośc. Tara McDonald) – 4:31
5. „Tomorrow Can Wait” (oraz Chris Willis vs. El Tocadisco) – 3:33
6. „Winner of the Game” (gośc. JD Davis) – 3:02
7. „Do Something Love” (gośc. Juliet) – 4:10
8. „You're Not Alone” (gośc. Tara McDonald) – 3:54
9. „Never Take Away My Freedom” (oraz Chris Willis) – 4:09
10. „This Is Not a Love Song” (gośc. JD Davis) – 3:46
11. „Always” (gośc. JD Davis) – 4:00
12. „Joan of Arc” (gośc. Thailand) – 4:00
13. „Love Is Gone” Fred Rister & Joachim Garraud Radio Edit Remix (oraz Chris Willis) – 3:21

### Bonus track
1. „Love Don’t Let Me Go (Walking Away)” David Guetta vs. The Egg) – 3:16

### Limited edition
1. „Don't Be Afraid” – 3:16
2. „Take Me Away” – 4:25
3. „Love Don't Let Me Go (Walking Away)” David Guetta vs. The Egg – 3:16

## Certyfikaty i sprzedaż
| Kraj                      | Certyfikat      | Sprzedaż |
| ------------------------- | --------------- | -------- |
| Belgia (BEA)              | złota płyta     | 15 000+  |
| Francja (SNEP)            | platynowa płyta | 200 000+ |
| Szwajcaria (IFPI Schweiz) | platynowa płyta | 30 000+  |